# Давыдовка (Колышлейский район)
Давыдовка — деревня в Колышлейском районе Пензенской области России. Входит в состав Плещеевского сельсовета.

## География
Располагается в 1 км к северу от Пановки, на правом берегу Хопра.
За северо-западной окраиной села — значительные залежи торфа.

## Топоним
Название — по имени основателя подьячего Пензенской приказной избы Давидом Авраамовым, получившего поместье в 1702 году.
На карте Генерального межевания 1790 г. показана как с. Покровское, Давыдовка тож.
В 19 в. параллельно употреблялось название Пятницкое, вероятно, по часовне в честь святой Прасковьи Пятницы.

## История
Основано в начале 18 в. (между 1702 и 1710 годами).
В 1719 г. д. Давыдовка Завального стана Пензенского уезда показана за помещиками Марком Давыдовичем Мантуровым и вдовой Авдотьей Ефимовной Черницыной (РГАДА, ф. 350, оп. 1, е.хр.310, л. 801—801 об.).
В 1747 г. — деревня помещиков: подпрапорщика Василия Петровича Путилова (27 ревизских душ), Марка Давыдовича Манторова (17), вахмистра Сергея Максимовича Извольского (24), Арины Петровны Дертевой — вдовы Михаила Аврамовича Дертева (60), всего 128 ревизских душ (РГАДА, ф. 350, оп.2, е.хр. 2542, лл. 54-60 об.).
С 1780 г. — в составе Сердобского уезда Саратовской губернии.
В 1795 г. — село Покровское, Давыдовка тож, секунд-майора Ивана и коллежского асессора Алексея Васильевых детей (фамилия не указана) с прочими владельцами, 59 дворов, 250 ревизских душ (РГВИА, ф. ВУА, д. 19014, Серд. уезд, № 223).
В 1828 г. — также с. Покровское, Давыдовка тож, за шестью помещиками, деревянная церковь во имя Покрова Пресвятой Богородицы, пашни — 1610 десятин, а всех угодий — 2497 по правому берегу Хопра; ярмарка (РГАДА, ф. 1355, «Экономические примечания», № 1352, лл. 51-53).
В 1800 г. построена деревянная церковь во имя Покрова Пресвятой Богородицы.
В 1896 г. построена новая деревянная Покровская церковь.
В 1877 г. — в Давыдовской волости.
В 1911 г. — село Давыдово-Голицынской волости, 88 дворов.
В 1914 г. показана церковноприходская школа.
В 1939 и 1955 гг. — центр сельсовета. В 1939, 1959 гг. — центр Давыдовского сельсовета Колышлейского района.
На центральной площади деревни похоронен Антон Игнатьевич Кузнецов (1882—1922), погибший «от рук кулаков».

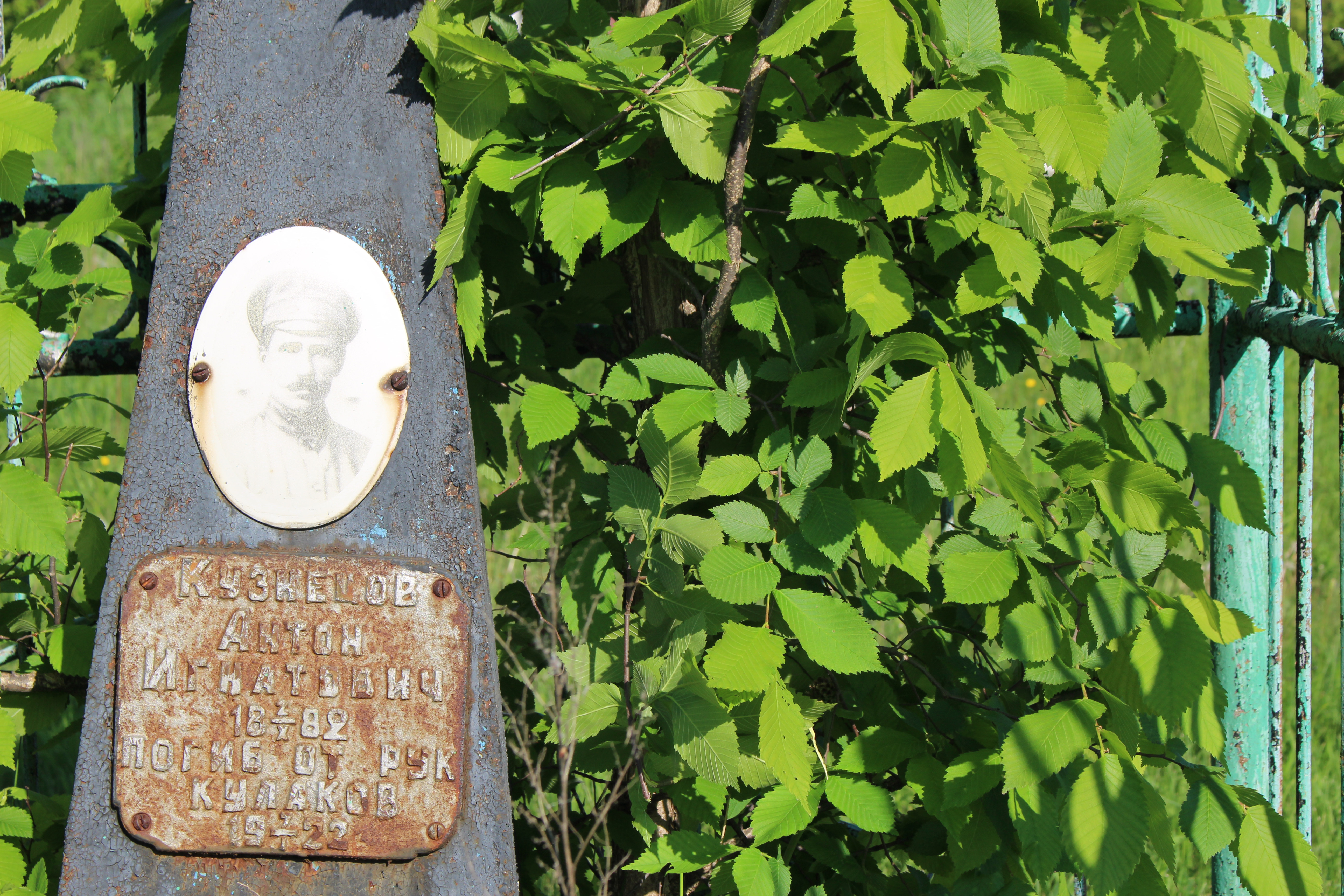

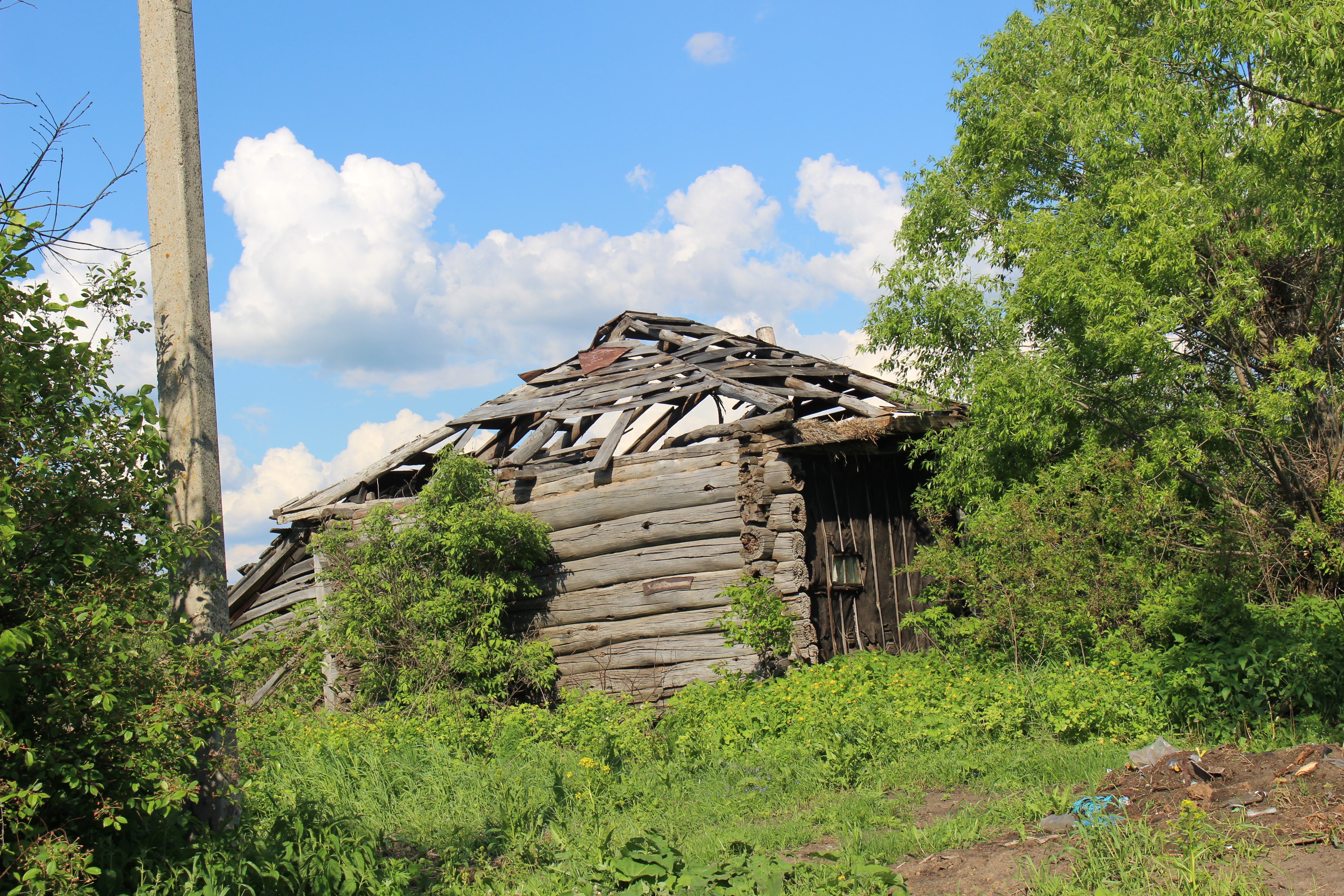

## Население
| 1747 | 1795 | 1859 | 1877 | 1911 | 1926 |
| ---- | ---- | ---- | ---- | ---- | ---- |
| 256  | ↗500 | ↘349 | ↗373 | ↗514 | ↗696 |
| 1939 | 1959 | 1979 | 1989 | 1996 | 2002 |
| ↘560 | ↘284 | ↘111 | ↘69  | →69  | ↘65  |
| 2010 |      |      |      |      |      |
| ↘46  |      |      |      |      |      |

Историческая численность населения (по годам): в 1719 — не менее 9, 1747 — около 256, 1795 — около 500, 1859—349, 1877—373, 1911—514, 1926—696, 1939 — оценочно 560, 1959—284, 1979—111, 1989 — 69, 1996 — 69 жителей.
На 1.1.2004 г. — 34 хозяйства, 62 жителя.

## Инфраструктура
Деревня входит в приходскую территорию Единственного в России храма св. Аллы в селе Старая Потловка.
В 1953 г. население трудилось в колхозе имени 19-го Партсъезда (этот съезд КПСС состоялся в 1952 г.).
В 1859 г. при селе церковь, ярмарка, базар, мельница. В 1877 г. — 59 дворов, церковь, 2 лавки, корпус лавок, синильня, ярмарка, базар.